# سراج‌آباد
سراج‌آباد، روستایی است از توابع بخش شبانکاره در شهرستان دشتستان استان بوشهر ایران.

## امکانات
این روستا دارای یک مسجد و یک حسینیه و یک مدرسه دبستان است.
همچنین این روستا دارای خانه عالم و خانه بهداشت نیز می باشد.

## جمعیت
این روستا در دهستان شبانکاره قرار داشته و براساس سرشماری سال ۱۳۸۵ جمعیت آن ۷۰۲نفر (۱۴۳خانوار) می‌باشد.

## دین و مذهب
دین تمام مردم سراج آباد اسلام و مذهبشان شیعه ست.

## زبان
مردم روستای سراج آباد (سَرخره) به زبان لری صحبت می‌کنند.